# Paul Lücke
Pour les articles homonymes, voir Lucke.
Paul Lücke, né le 13 novembre 1914 à Schöneborn et mort le 10 août 1976 à Erlangen, est un homme politique ouest-allemand de l’Union chrétienne-démocrate (CDU). 
Député fédéral au Bundestag, dont il a présidé la commission de la Reconstruction et du Logement, de 1949 à 1972, il est ministre fédéral du Logement entre 1957 et 1965, puis ministre fédéral de l’Intérieur de 1965 à 1968. Vice-président fédéral de la CDU de 1966 à 1969, il est à droite l’un des partisans de l’introduction du scrutin majoritaire.

## Éléments personnels

### Formation et vie professionnelle
Après ses études secondaires, il suit un apprentissage de serrurier, puis accomplit en 1935 son service militaire. Au cours de la Seconde Guerre mondiale, il sert dans la Wehrmacht tout en étudiant le génie mécanique à Berlin. En 1944, il est grièvement blessé lors d'une attaque de la résistance, perdant une jambe et l'usage temporaire de la vue.
Après la fin du conflit, il travaille comme fonctionnaire municipal dans l'arrondissement du Haut-Berg, et devient, en 1947, directeur municipal de la ville d'Engelskirchen. Il est désigné, sept ans plus tard, président du festival des communes allemandes, qu'il dirige jusqu'en 1964. Cinq ans plus tard, il prend la direction de la société allemande de logements à Cologne et la conserve jusqu'à son décès, en 1976.

### Vie privée
Il est marié et père de six enfants. Parmi eux, sa fille Maria Theresia Opladen, née en 1948, est députée au Landtag de Rhénanie-du-Nord-Westphalie et bourgmestre de Bergisch Gladbach.

## Parcours politique

### Les premières fonctions
Membre fondateur de la CDU dans l'arrondissement du Haut-Berg, il est élu au Bundestag lors des premières élections fédérales, le 14 août 1949 et devient, le 14 mars 1950, président de la commission parlementaire de la Reconstruction et du Logement. À ce titre, il a notamment rendu possible l'adoption de la loi sur la copropriété l'année suivante et initié la création de la prime à la construction de logement (Wohnungsbauprämie) en 1952.
Durant les trois années qui viennent, il fait partie des députés de la CDU/CSU qui tenteront, sans succès, de remplacer le mode de scrutin proportionnel mixte par le scrutin uninominal majoritaire à un tour pour l'élection des membres du Bundestag.

### Ministre fédéral
Le 29 octobre 1957, Paul Lücke est nommé ministre fédéral du Logement par Konrad Adenauer, son poste étant rébaptisé ministre du Logement, de l'Urbanisme et de l'Aménagement du territoire en 1961. À ce poste, il a proposé et fait voter une loi supprimant la location informelle au profit d'un droit réglementé et nécessitant le recours au bail.
Après la démission des ministres du FDP, du fait de l'affaire du Spiegel, le 26 novembre 1962, il entame, avec l'accord d'Adenauer, des négociations afin de constituer une grande coalition avec Karl Theodor von und zu Guttenberg, pour la CSU, et Herbert Wehner, pour le SPD. Les discussions débutent le 1er décembre mais échouent cinq jours plus tard, la CDU refusant de remplacer le chef du gouvernement fédéral. L'année suivante, il est reconduit à son poste par le nouveau chancelier, Ludwig Erhard.
Il change de portefeuille le 29 octobre 1965, Erhard choisissant de lui confier le ministère fédéral de l'Intérieur. Il tente alors une nouvelle fois de modifier le mode d'élection du Bundestag mais doit renoncer face à l'opposition du chancelier. Maintenu le 1er décembre 1966 dans la grande coalition du nouveau chancelier, Kurt Georg Kiesinger, il démissionne le 2 avril 1968, après que le congrès fédéral du SPD ait refusé de se prononcer sur l'adoption du scrutin uninominal majoritaire à un tour avant les élections de 1969. Il est réélu pour un dernier mandat parlementaire lors de ce scrutin, décidant de ne pas se représenter aux élections anticipées qui se tiennent trois ans plus tard.

### Publications
- Ist Bonn doch Weimar? Der Kampf um das Mehrheitswahlrecht, Ullstein, Francfort-sur-le-Main, 1968, 187 pages.